# ハンドレッドレディオ
ハンドレッドレディオは、毎日放送（MBSラジオ）で2011年4月から放送されていた番組。
番組開始から2013年3月27日までは、2部構成の番組として、毎週木曜日の22:00 - 24:30（第1部）と25:00 - 26:00（第2部）に生放送。翌週（3月31日）からは、放送枠を毎週月曜日の24:30 - 26:30に移動したうえで、同曜日の深夜に新設するレーベル「浮かれてマンデーナイト」第2部の番組として生放送を継続した。

## 概要
番組内容は出演者によるトークが中心。第1部は「八光・スマイルのおしゃべり親分」、第2部は「○○○のマンスリー番長」（2011年4月 - 2012年3月、出演者は月替わり)→「○○○のクール番長」（2012年4月 -、出演者は1クール〔3ヶ月間〕交替)として放送される。
第2部の出演者は5upよしもとで月末に行われている『ファーストバトル（若手芸人がネタをして、お客さんの審査でチャンピオンを決めるイベント）』→『喋りたいんや!〜ラジオパーソナリティ決定戦』で1位に輝いた若手芸人が、番組を担当する。
MBSラジオでは、2014年4月の改編で、深夜枠（22:00 - 26:00）の番組編成を大幅に変更。当番組は、2014年3月27日に木曜日での放送を終了したうえで、第1部の内容を事実上「浮かれてマンデーナイト」第2部で継承する。なお、「浮かれてマンデーナイト」の第1部（22:00 - 24:30）には、『笑い飯の月曜お楽しみアワー』（当番組の第1部と同じ時間帯で同月28日まで毎週金曜日に放送されてきた『笑い飯の金曜お楽しみアワー』のリニューアル版）が入る。

## 放送時間
- 2010年4月 -  2014年3月27日　毎週木曜日 22:00 - 24:30（第1部）25:00 - 26:00（第2部）
  - プロ野球シーズン中に『MBSタイガースライブ』の中継を延長した場合には、開始時刻を遅らせたうえで、26:00までの短縮放送で対応していた。当時のMBSラジオでは、26:00 - 27:00に在京ラジオ局（TBSラジオ・文化放送・ニッポン放送）制作番組の時差放送、27:00 - 28:00に『ミュージックナビ〜昨日と今日との交差点〜』（TBS制作）木曜分の同時ネットを実施していたことによる。
  - 第1部と第2部の間には、30分の別番組を挿入。木曜日の放送終了時点では、『キャイ〜ンのおのれっ、この・・・傾奇者がぁ〜!!』（TBS制作）の時差放送枠に充てていた。
- 2014年3月31日 - 　毎週月曜日 24:30 - 26:30（「浮かれてマンデーナイト」第2部として放送）
  - 当番組の後枠で『ももいろクローバーZ ももクロくらぶxoxo』（ニッポン放送制作の30分番組、MBSでは2014年3月26日まで火曜日の26:30 - 27:30で時差放送）と『イマドキッ』（MBSの自社制作・事前収録による1時間番組、2014年3月30日までは日曜日の23:30 - 24:30）を編成する関係で、プロ野球シーズン中に『MBSベースボールパーク』の中継を延長した場合には、中継終了後に『U.K. BEAT FLYER』（通常は21:00 - 22:00に放送）などをはさんで「浮かれてマンデーナイト」枠全体で26:00までの短縮放送を実施していた。

## コーナー
以下では、2部構成で放送していた木曜日時代の内容を記述。

### 現在のコーナー
- よしもと楽屋ニュース

八光やスマイル、ゲストや吉本スタッフが集めてきたＮＧＫ、京橋、５ｕｐなどの楽屋情報を紹介する。
- よしもと楽屋ニュース

ここ最近のニューストピックスから、 八光・スマイルの三人が気になった記事をそれぞれ持ち寄り 井戸端会議をするコーナー。
- ドケミツ

ロケみつ収録の為に八光が途中で抜けた後、スマイルとアナウンサーがリスナーからのふつおたを読んだり、スマイルの中の思いやこだわりをランキング形式で紹介していくコーナー。

## 出演者
◎：「浮かれてマンデーナイト」第2部への移行後も出演
第1部
- 月亭八光◎
- スマイル◎
- 斎藤裕美（出演期間中は毎日放送アナウンサー、2011年4月 - 2013年6月27日）
- 福田麻貴（つぼみ、2013年7月4日 - 2013年9月28日）
- 前田阿希子（毎日放送アナウンサー、2013年10月3日 - ）◎

第2部(月替わり→1クール交替)
- かりんとう（2011年4月）
- 斉藤紳士（2011年5月）
- タナからイケダ（2011年6月）
- クロスバー直撃（2011年7月）
- コマンダンテ（2011年8月）
- GAG少年楽団（2011年9月、2012年7月 - 9月）
- 学天即（2011年10月 - 12月）
- アイロンヘッド（2012年1月）
- アインシュタイン（2012年2月 - 3月）
- 女と男（2012年4月 - 6月）
- 藤崎マーケット（2012年10月 - 12月）
- ヒューマン中村・バイク川崎バイク（2013年1月 - 3月）
- プリマ旦那（2013年4月 - 6月）
- 中張又張・アキナ（2013年7月 - 9月）
- 吉田たち・守谷日和（2013年10月 - 12月）
- 和牛（2014年1月 - 3月）

「浮かれてマンデーナイト」第2部への移行後も、八光が所属するよしもとクリエイティブ・エージェンシー所属の若手芸人が週替わりで出演する予定。

## スタッフ

### 過去
- プロデューサー：新堂裕彦